# طاهرآباد (ورامین)
طاهرآباد (ورامین)، روستایی از توابع بخش جوادآباد شهرستان ورامین در استان تهران ایران است.
روستایی امن و زیبا با اهالی بسیار خون گرم و مهمان نواز. کشاورزان این روستا سالها به دلیل فاصله زیاد چاه آب و خشک شدن قنات رغبتی به کشاورزی در زمینهای روستا نداشتند و اغلب سعی داشتند به دلیل مسافت زیاد چاه با روستا ، در زمینهای روستاهای بالا دست آب کشاورزی این روستا را استفاده نمایند.
در سال ۱۳۹۸ توسط دو سرمایه گذار یدالله مهریزی و علی باقری از علاقه مندان به تولید و کشاورزی نیمی از زمینهای این روستا را از دو مالک خریداری کردند، کشت و زراعت با تمرکز بیشتری در این روستا آغاز شد.
با توجه به اهالی خونگرم و پرتلاش این روستا مالکین جدید که نیمی از این روستا را خریداری کردند توانستند برخی از مالکین را به همکاری در لوله گذاری تشویق و در سال ۱۳۹۹ با همت و مشارکت یکدیگر لوله انتقال آب چاه به روستا با طول ۴۵۰۰ متر از محل چاه تا زمینها صورت گرفت و باعث رونق کسب و کار و زراعت در این روستا گردید.
منتظراخبار و اطلاعات بیشتر باشیم.

## جمعیت
این روستا در دهستان بهنام عرب جنوبی قرار دارد و براساس سرشماری مرکز آمار ایران در سال ۱۳۸۵، جمعیت آن ۷۵ نفر (۱۷خانوار) بوده‌است.